# Ylävesi
Ylävesi är en sjö i kommunerna Suonenjoki och Leppävirta i landskapet Norra Savolax i Finland. Sjön ligger 101,4 meter över havet. Den är 23 meter djup. Arean är 1,35 kvadratkilometer och strandlinjen är 20,02 kilometer lång. Sjön  ingår i Vuoksens huvudavrinningsområde.   Den ligger omkring 29 kilometer söder om Kuopio och omkring 300 kilometer norr om Helsingfors. 
I sjön finns öarna Aittosaari och Matosaari. 